# Malabar (India)

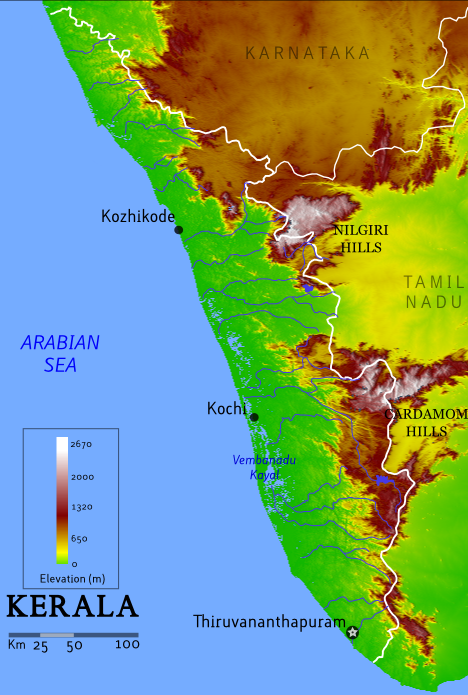
Kaart van Kerala met de Malabaarse kust

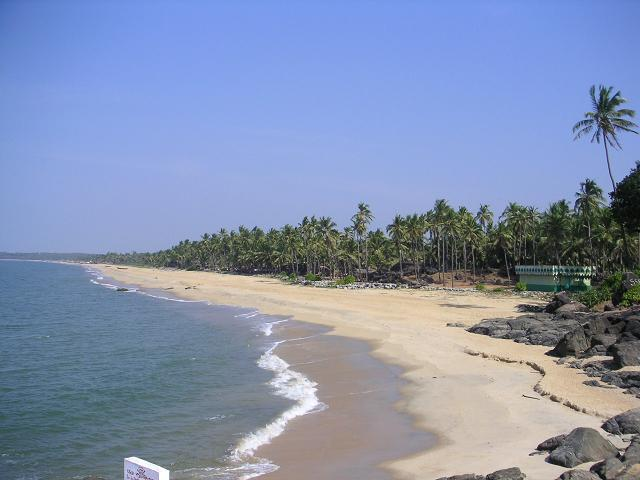
Bekal Beach, in het noorden van Malabar

De Malabar (Malayalam: മലബാര്‍), Malabarkust of de Peperkust is een kustgebied in het zuidwesten van India, tussen de bergen van de West-Ghats en de Arabische Zee. De Malabar ligt voornamelijk in de deelstaat Kerala. De belangrijkste steden aan de Malabarkust zijn Kochi en Kozhikode, voorheen respectievelijk Cochin en Calicut geheten. De bevolking bestaat grotendeels uit Malayali en andere Dravidiërs. Het landschap aan de kust is vlak en moerassig, doorsneden met kanalen, maar begroeid met kokospalmen. De streek produceert kokosmatten, peper, cardamon, geelwortel en sisaltouw. 
De regio behoort tot het natste deel van zuidelijk India. In het binnenland zijn bergen, die begroeid zijn met tropische tot gematigde wouden. Botanici en ecologen gebruiken de naam Malabar als ze het over de tropische regenwouden in Kerala hebben.
Als staatkundige eenheid heeft de Malabar in de loop van de geschiedenis niet steeds dezelfde omvang gehad. Onder Brits bewind was het district Malabar de noordelijke helft van Kerala. Van de onafhankelijkheid tot 1956 was het een district in de toenmalige staat Madras, niet te verwarren met de stad Madras (Chennai) aan de oostkust.

## Geschiedenis

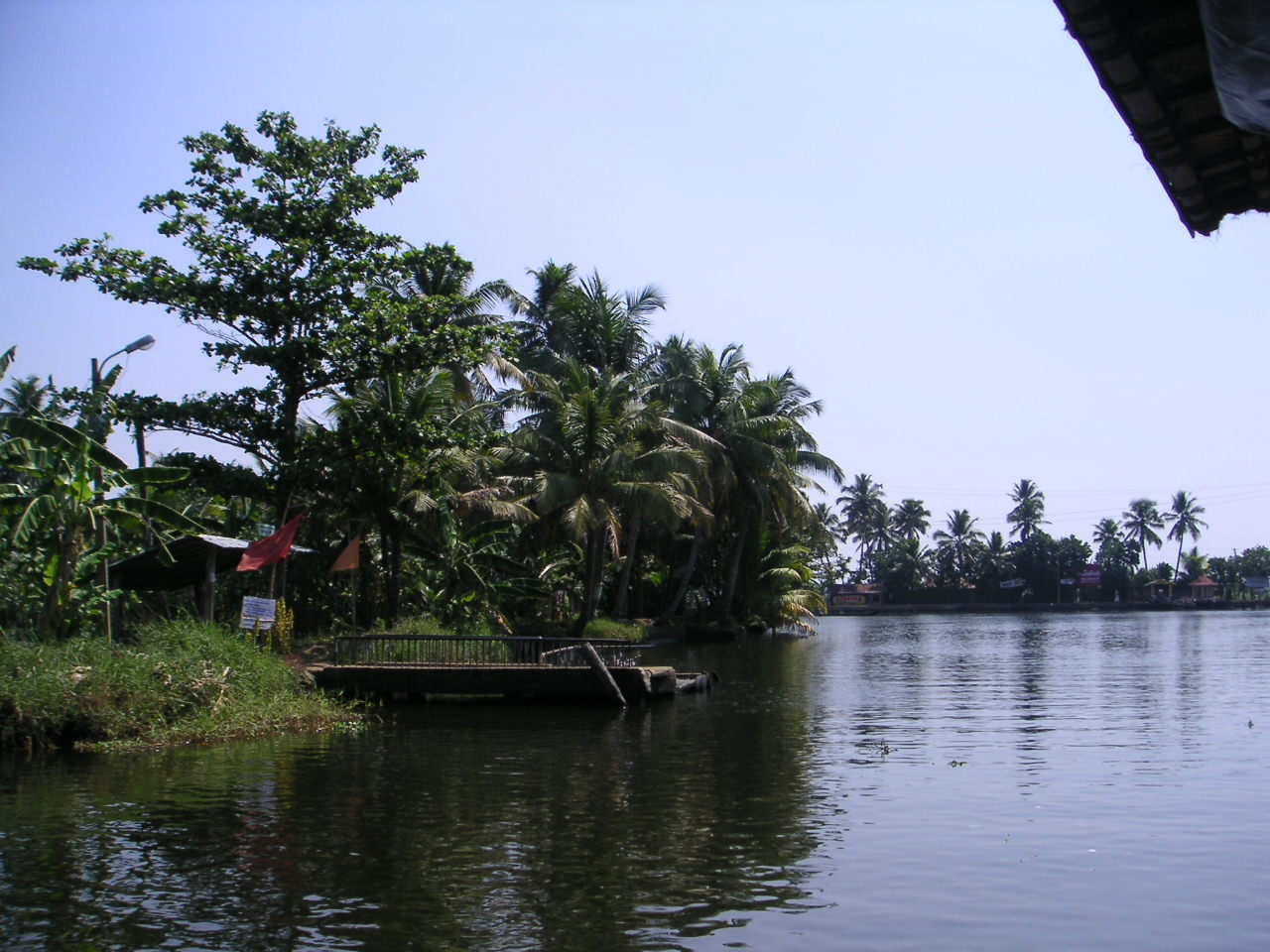
De Backwaters van Kerala

De 'Kroniek van de Joden van Malabar', vertaald door Leopold Immanuel Jacob van Dort beschrijft hoe Malabar al vanaf 920 voor Christus een kolonie kende van gevluchte Joden die hun geschiedenis in het Hebreeuws hebben vastgelegd. In de klassieke tijd en middeleeuwen was het gebied van Malabar onderdeel van de rijken van de Pandya's en Chera's. Al in de Oudheid was sprake van handel in specerijen, vooral zwarte peper, met Mesopotamië en het oostelijke Middellandse Zeegebied. De handel met het oosten, richting China, kwam in de laatste eeuwen v.Chr. op gang. 
Op de Tabula Peutingeriana, de enige overgeleverde kaart van de Romeinse cursus publicus, komen Griekse en Romeinse handelsposten voor langs de Malabarkust. De handelaren die hier leefden, bouwden er Romeinse tempels, maar brachten in de eerste eeuwen ook het christendom naar het gebied. Later werd de islam op vergelijkbare wijze meegebracht door Arabische handelaren.
Meerdere Europese koloniale mogendheden stichtten handelskolonies in het gebied: als eerste verschenen in 1498 de Portugezen. In 1524 vestigden zich joodse handelaren in Cochin, het centrum van de specerijenhandel. In 1686 kwamen er voor het eerst Amsterdamse joden naar Cochin.
Steven van der Hagen was de eerste Nederlander die in 1604 aankwam in Cochin en een verdrag sloot met de Samorijn van Calicut om samen de Portugezen te verdrijven. Toen de VOC in 1658 de Portugezen van Ceylon had verdreven, probeerde de VOC de Portugese delen van de Malabarkust te veroveren omdat die van daaruit Ceylon zouden kunnen heroveren. Op 1 december 1661 werd het fort van Quilon ingenomen, nadat de Portugezen het hadden verlaten. Rijklof van Goens deed in 1662 twee pogingen het zuidelijk gelegen fort van Cochin te veroveren maar trok zich in eerste instantie terug vanwege heftige moessonregens. Op 8 januari 1663 kwam Cochin in handen van de VOC, en in februari veroverde Jacob Hustaert Cannanore (het huidige Kannur). 

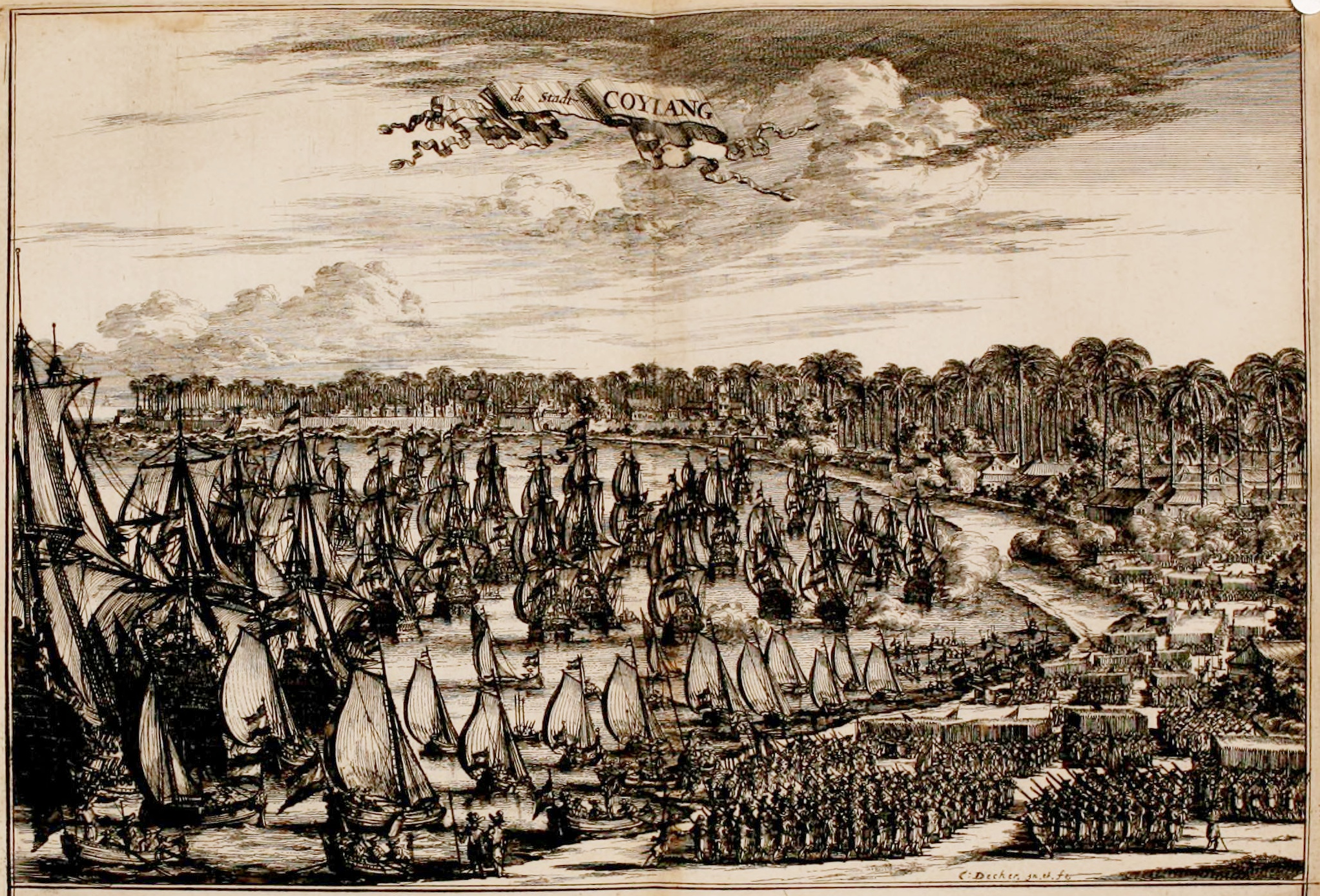
Aanval op de stad Coylang in 1661 door Coenraet Decker

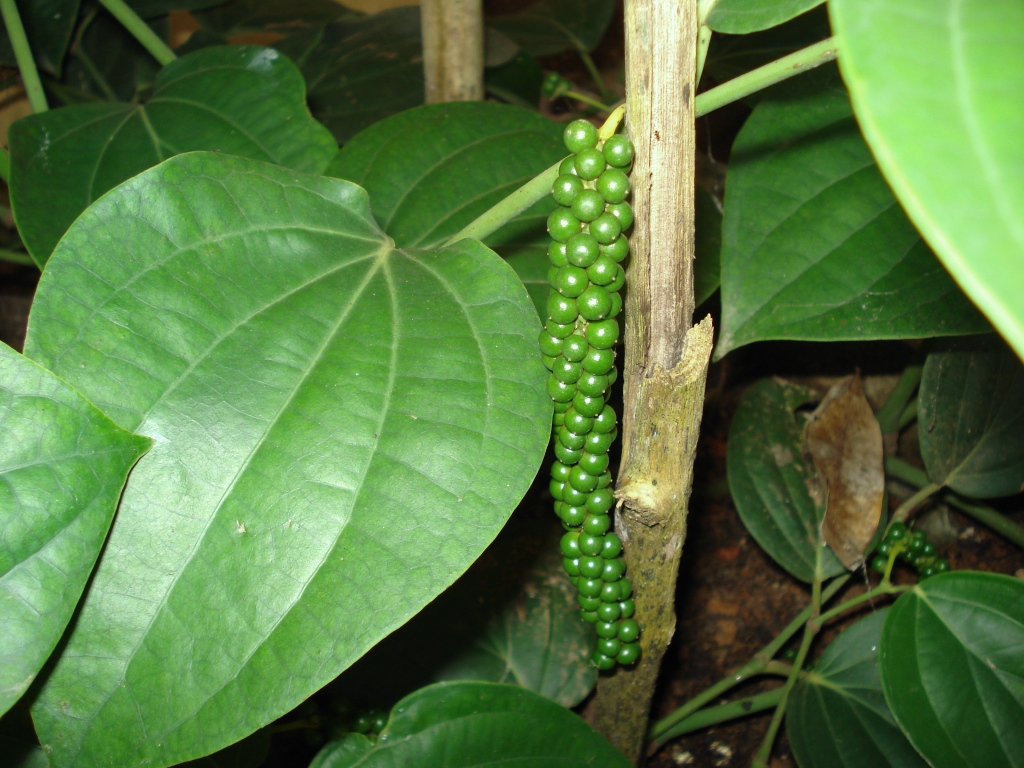
Peper

Johan Nieuhof, Wouter Schouten, Nicolaas de Graaff en Philippus Baldaeus beschreven uitgebreid de veroveringen, de Malabaarse cultuur of brachten de kust in kaart. Hendrik van Rheede inventariseerde in zijn Hortus Indicus Malabaricus nuttige inheemse planten, bomen en kruiden en gaf opdracht tot nieuwe forten en factorijen. Alle verdedigingswerken, wachtposten, kantoren en opslagplaatsen vielen onder het bestuur van de Commandeur. De Compagnie sloot met een aantal vorsten een verbond om aan geen andere natie peper te verkopen, maar een monopolie bleek niet mogelijk. De compagnie had controleposten ingericht om sluikhandel te voorkomen. De peper werd dan alsnog in beslag genomen. De verdragen werden jaarlijks vernieuwd. 

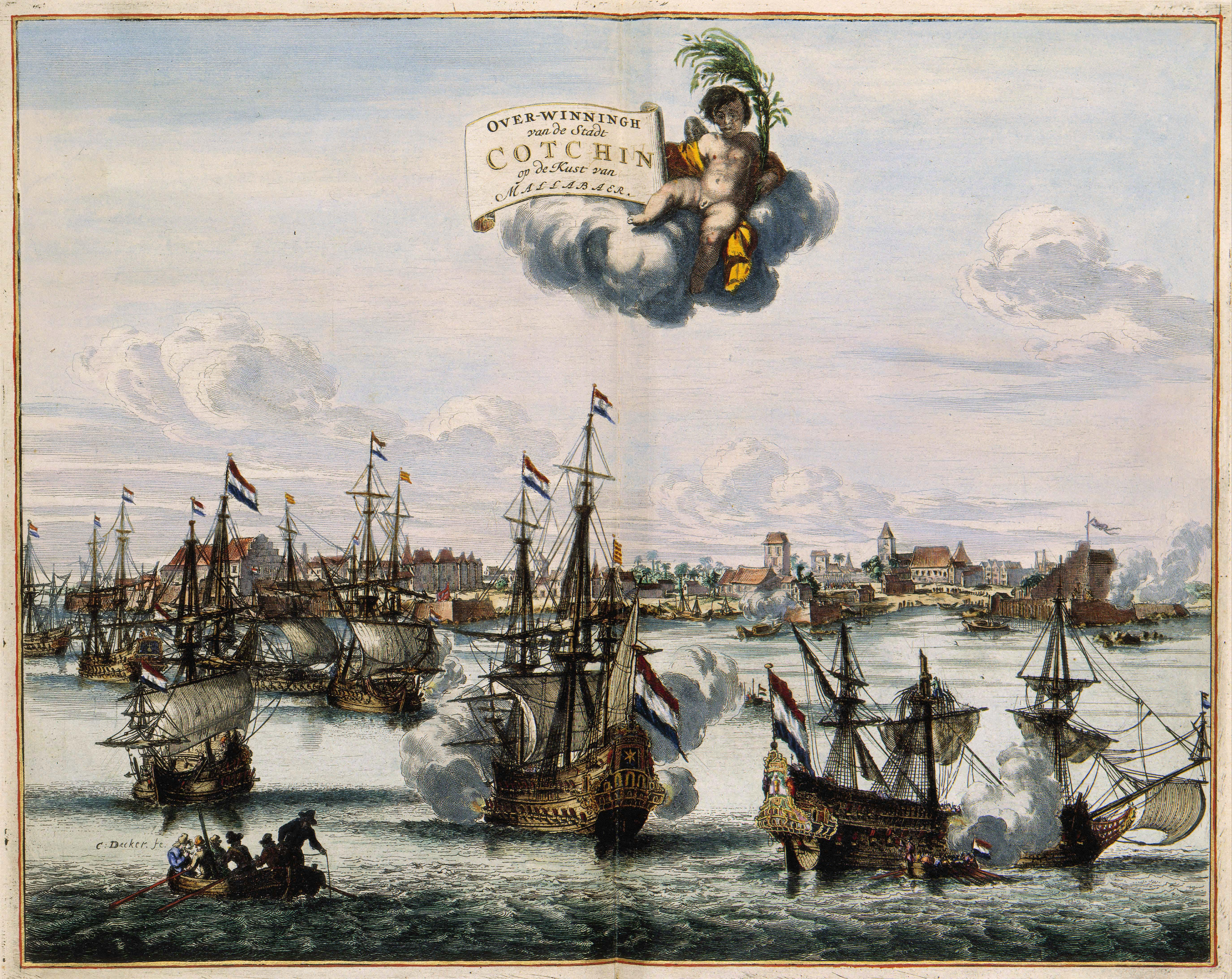
De Nederlanders veroveren de stad Cochin op de Portugezen in 1663. (Coenraet Decker, 1682)

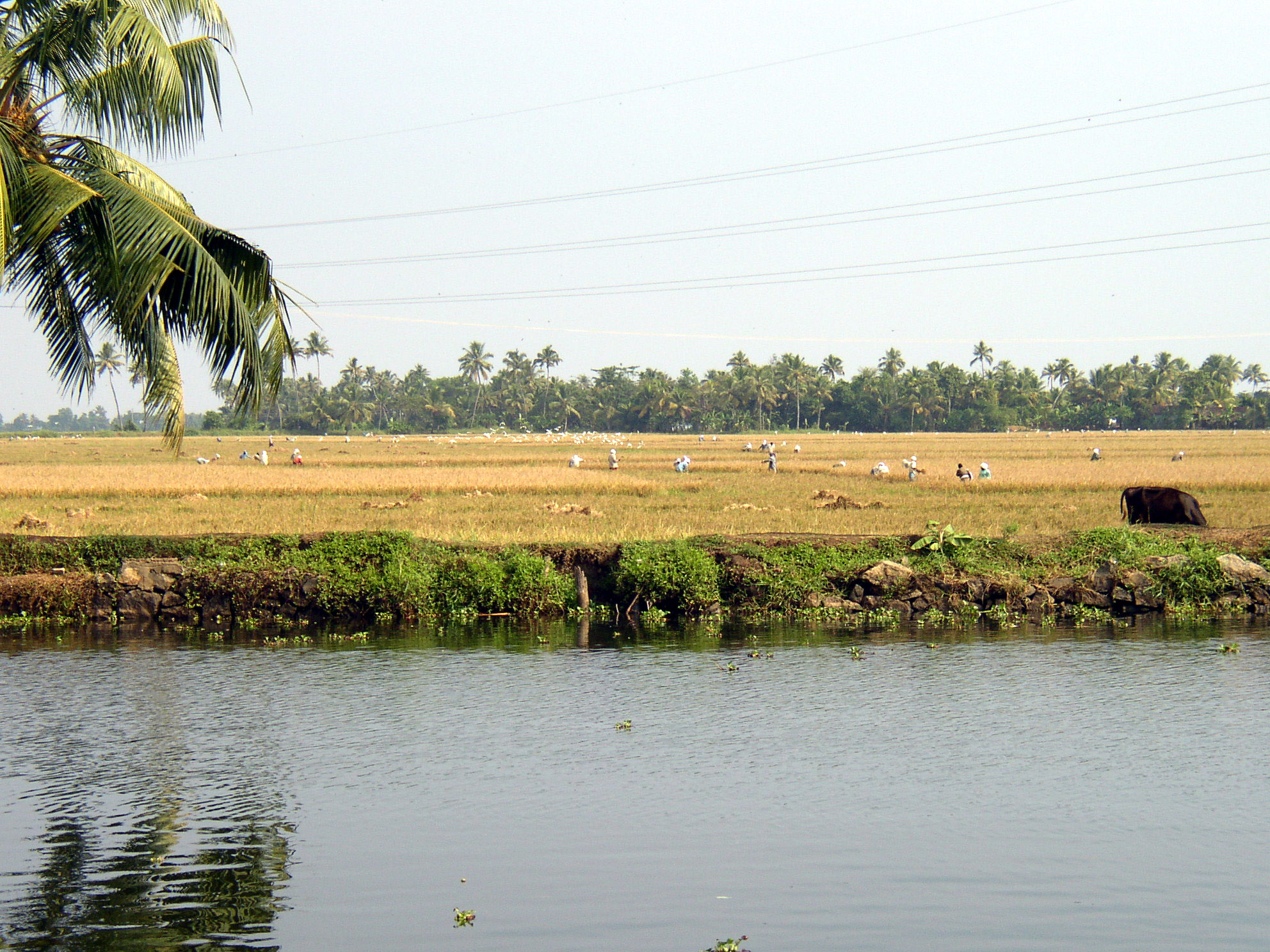
Rijstoogst in de Backwaters

In 1662 verkreeg de Engelse koning Karel II het veel noordelijker gelegen Mumbai als bruidsschat door zijn huwelijk met Catharina van Braganza. Catharina introduceerde het theedrinken in Engeland. 
In 1704 kwamen de Engelsen naar Malabar, in 1720 de Fransen, die ook in 1672 met hun Perzisch Eskader al een poging hadden gedaan zich een plek te veroveren in India. Ook de Deense Oostindische Compagnie en de Oostendse Compagnie bemoeiden zich met de lucratieve peperhandel. 
Vanaf 1717 tot 1723 was de antropoloog avant la lettre Jacobus Canter Visscher predikant in Cochin en schreef brieven aan zijn familie over de Malabaarse cultuur. Rond de forten woonde vooral een door de Portugezen bekeerde katholieke inheemse bevolking. 
De VOC deed hier (in tegenstelling tot op Ceylon en andere gebieden) geen moeite om de plaatselijk bevolking tot het protestantisme te bekeren. Ze zagen echt wel dat het sobere calvinisme de kleurrijke en mystieke Indiërs nauwelijks zou kunnen bekoren. 
De VOC kwam in de eerste helft van de 18e eeuw in moeilijkheden door de opkomst van het rijk van Travancore. Pogingen van de VOC om dit rijk militair te weerstaan leidden tot niets. De VOC werd een bondgenoot van het noordelijker gelegen Calicut. Ook deze steunpilaar ging verloren toen in 1766 de vorst van Mysore deze stad veroverde. Van de eens zo grote peperhandel was aan het eind van de 18e eeuw dan ook niet veel meer over. In februari 1795 schreef stadhouder Willem V zijn Brieven van Kew, waarbij de door de VOC gecontroleerde gebieden tijdelijk door de Engelsen werden bezet. Bij de Vrede van Amiens in 1802 werd Cochin teruggegeven, maar de Nederlanders stelden geen prijs op terugkeer.

## Nederlandse vestingen
De voornaamste vestingen waren:
- Cochin: (1663 - 1795), hier was de zetel van de commandeur, er werd gehandeld in peper en kaneel.
- Quilon (of Coylan, nu Kollam): (1661 - 1795), handel in peper en parels.
- Cannanore: (1663 - 1790), handel in peper en kardemom (een specerij).
- Kundapura: (residentie van: 1667 - 1682), handel in rijst.
- Cape Comorin: plaats van inscheping van goederen, viel later onder Ceylon.
- Kayankulam: (1645 - 1795), handel in peper.
- Ponnani: (een post vanaf 1663).
- Purakkad (of Porca): (residentie), handel in peper.
- Tengapatnam (of Cuddalore): (vanaf 1608) , inkoop van "lijnwaad" oftewel linnengoed.